# What you click is what you get

WYCIWYG, abréviation utilisée en informatique qui vient de l’anglais « What you click is what you get », signifiant « ce que vous cliquez est ce que vous obtenez ».
Cette locution est souvent utilisée dans les environnements qui changent, pour dire que ce que l’on obtient correspond à ce que l’on a cliqué au moment où on l’a cliqué.
Elle est inspirée de WYSIWYG, What you see is what you get, parfois lui-même opposé au What you see is what you want. De nombreuses variantes existent dans ce domaine comme What you see is what you mean…
On trouve aussi la signification « What you create is what you get », signifiant « ce que vous créez est ce que vous obtenez », qui se rapproche plus du WYSIWYG.
WYCIWYG est également une abréviation utilisé par les navigateurs de la famille Mozilla.
« What you cache is what you get ».
Il s’agit d’un schéma d’URL indiquant que la page en question est située dans le cache du navigateur. On le trouve dans la bordure d’adresse de ces navigateurs quand il y a une erreur de Java ou JavaScript, on a abandonné un mid-script, en voyant le code de la source d’un iframe.

## Exemple
Sur YouTube et la plupart des sites de vidéos en ligne, le bouton de lecture/pause affiche une flèche vers l’avant (lecture) si l’on est en pause et deux traits verticaux (pause) si l’on est en lecture. Ce bouton affiche donc l’action qu’il provoquera.
C’est l’inverse sur jeuxvideo.tv, où le bouton indique l’état du lecteur, pause ou lecture.